# Visconde da Regaleira
Visconde da Regaleira é um título nobiliárquico criado por D. Fernando II de Portugal, Regente durante a menoridade de D. Pedro V de Portugal, por Decreto de 15 de Abril de 1854, em favor de Ermelinda Allen, antes  1.ª Baronesa da Regaleira.
Titulares
1. Ermelinda Allen, 1.ª Baronesa e 1.ª Viscondessa da Regaleira.